# Enric Pericas
Enric Pericas Bosch (Barcelona, 1957) es un arquitecto, paisajista y diseñador español. Estudió entre 1974–1982 en la Universidad Politécnica de Cataluña, y realizó un máster en paisajismo.
Entre 1983 y 1991 trabajó en el Departamento de Proyectos Urbanos del Ayuntamiento de Barcelona, donde realizó varios parques públicos, como el de la Estación del Norte —en colaboración con Andreu Arriola y Carme Fiol— y el de Can Dragó. En 1992 fue nombrado director del Servicio de Mobiliario y Elementos Urbanos, y el año 2000 pasó a encargarse de la dirección de Proyectos Urbanos y Edificación de la empresa municipal ProEixample. En 2002 accedió al cargo de director de Elementos Urbanos y de Paisaje de la empresa Escofet 1886.

## Obras
- Parque de la Estación del Norte (1988-1992), con Andreu Arriola y Carme Fiol
- Parque de Can Dragó (1991)
- Placa de Manuel Blancafort, en los jardines homónimos de Barcelona (1998)
- Recuerdo del XXVII Congreso Directivo de la Asociación Iberoamericana de Cámaras de Comercio, en la Plaza Antonio López de Barcelona (1998)
- Placa del Cercle d'Or, en la calle Consejo de Ciento 95 de Barcelona (2000)